# تاريخ فرنسا (1900- الوقت الحالي)
يشمل تاريخ فرنسا منذ العام 1914 حتى الوقت الحالي:
- أواخر سنوات الجمهورية الثالثة (1870-1940)
- الحرب العالمية الأولى (1914- 1918)
- فترة ما بين الحربين (1918 – 1939)
- الحرب العالمية الثانية (1939- 1945)
- الجمهورية الرابعة (1946-1958)
- الجمهورية الخامسة (منذ العام 1958).

## الجغرافيا
في العام 1914، اختلفت أراضي فرنسا مختلفة عما هي عليه اليوم في جانبين رئيسيين:
كانت معظم أجزاء الألزاس والجزء الشمالي الشرقي من اللورين قد ضُمت إلى ألمانيا (على إثر الحرب الفرنسية البروسية 1870-1871)، وفي العام 1848 تأسست دولة الجزائر في شمال أفريقيا بوصفها جزءًا جوهريًا من فرنسا (إقليمًا). استُعيدت الألزاس واللورين فيما بعد مع نهاية الحرب العالمية الأولى (ولكن فُقدت السيطرة الفرنسية عليها مرة أخرى، مؤقتًا، لصالح الألمان في الحرب العالمية الثانية).

## الديموغرافيات
بخلاف غيرها من الدول الأوربية فلم تحدث طفرة سكانية كبيرة في فرنسا في منتصف أو أواخر القرن التاسع عشر ولا في النصف الأول من القرن العشرين. تضاعف أثر هذا مع الخسائر الفرنسية الهائلة في الحرب العالمية الأولى –فقد قُتل ما يُقارب 1.4 مليون فرنسي بمن فيهم من مدنيين (أو ما يقارب نسبة 10% من السكان الذكور البالغين النشطين) وأربعة أضعافهم من الجرحى– وفي الحرب العالمية الثانية يُقدر عدد القتلى الفرنسيين بـ593,000 (أكثر بمرة ونصف من عدد القتلى الأمريكيين)، وبلغ عدد المدنيين منهم 470،000. وهكذا فقد انخفض عدد سكان فرنسا من 39 مليون في العام 1880 إلى 40 مليونًا في العام 1945. جلبت سنوات ما بعد الحرب معها «طفرة مواليد»، وإضافة إلى الهجرة، بلغ عدد سكان فرنسا في العام 1968 50 مليونًا. تباطأ هذا النمو في العام 1974.
منذ العام 1999، شهدت فرنسا نسبًا غير مسبوقة في زيادة عدد السكان. في العام 2004، بلغت نسبة الزيادة 0.68%، وقد شارفت على مكافأة نسب الزيادة في أمريكا الشمالية (شهد العام 2004 أعلى نسبة زيادة في عدد سكان فرنسا منذ 1974). تقدّمت فرنسا غيرها من البلدان الأوروبية في نسب زيادة السكان (ما عدا جمهورية أيرلندا). وفي العام 2003، كانت فرنسا هي البلد الأوروبي الوحيد تقريبًا المسؤول عن الزيادة السكانية الطبيعية في قارة أوروبا (باستثناء الهجرة)، إذ شهد الاتحاد الأوروبي زيادة في المواليد بلغت 216,000 فردًا، كان منهم 211,000 مولودًا في فرنسا، و5000 من باقي دول الاتحاد الأوربي مجتمعة.
حاليًا، تُعتبر فرنسا بتعداد سكانها البالغ 62 ونصف المليون نسمة، أو 65 مليون نسمًا إذا احتُسبت أراضي فرنسا في الخارج، تُعتبر ثالث أكثر الدول الأوربية كثافة سكانية، بعد روسيا وألمانيا.
اختلف حال الهجرة في القرن العشرين كثيرًا عن القرن الذي سبقه. شهد عقد العشرينيات من القرن العشرين تدفّق موجات هجرة هائلة من إيطاليا وبولندا؛ وبين الثلاثينيات والخمسينيات جاء مهاجرون من إسبانيا والبرتغال. رغم ذلك، فاعتبارًا منذ ستينيات القرن العشرين، جاءت أكبر موجات الهجرة نحو فرنسا من مستعمراتها السابقة: الجزائر (1 مليون)، والمغرب (570,000)، وتونس (200,000)، والسنغال (45,000)، ومالي (40,000)، وكامبوديا (45,000)، ولاوس (30,000)، وفيتنام (35,000). كانت دوافع هذه الهجرة المبكرة اقتصاديّة الطابع، ولكن اختار العديد من أولئك المهاجرين البقاء في فرنسا، وحصلوا على جنسيتها، واندمجوا في المجتمع الفرنسي. تختلف التقديرات، ولكن من أصل 60 مليون نسمة يقطنون فرنسا حاليًا، يعزو 4 ملايين أنفسهم إلى أصول أجنبية. سببت موجات الهجرة تلك بعض التوترات في المشهد الفرنسي المعاصر، وخصوصًا فيما يتعلق بمسائل «الاندماج في المجتمع الفرنسي» ومفهوم «الهوية الفرنسية»، وفي السنوات القليلة الماضية تمحورت أغلب المسائل الشائكة حول الجاليات المسلمة (فبنسبة 7%، يُعتبر الإسلام ثاني أكبر ديانة في فرنسا؛ يُراجع مقال الإسلام في فرنسا).
بدأت الهجرات الأوروبية الشرقية واليهودية نحو فرنسا بصورة كبيرة في أواسط القرن التاسع عشر. في العام 1872، تضع التقديرات عدد اليهود في فرنسا بـ86,000، وبحلول العام 1945 قفز هذا العدد إلى 300,000. اندمج العديد من اليهود بالمجتمع الفرنسي (أو سعوا للاندماج)، رغم أن حسّ القومية الفرنسية قد دفع إلى العديد من الممارسات المعادية للسامية في كثير من المناحي. أدى تعاون نظام فيشي العميل للنازيين الألمان والضالع في الهولوكوست إلى قتل 76,000 من اليهود الفرنسيين (ومع هذا فقد منحت حكومة فيشي معاملة حسنة لليهود «المندمجين» بالمجتمع الفرنسي، أي أولئك الذين عاشوا في فرنسا لمدة لا تقل عن جيلين إلى خمسة أجيال، والذين قاتلوا في الحرب العالمية الأولى أو الذين كانوا في مناصب إدارية حساسة في الحكومة)، ومن بين جميع الدول الأوروبية، فإن عدد القتلى اليهود الفرنسيين يأتي مباشرة بعد عدد القتلى اليهود في ألمانيا، إلا أن العديد من اليهود أُنقِذوا عبر مواقف شجاعة ورفض إداري للانخراط في عملية ترحيلهم (بفضل ذلك نجى 3 أرباع يهود فرنسا، وهي نسبة أعلى من أي دولة أوروبية أخرى طالها سُعار الهولوكوست). منذ ستينيات القرن العشرين، شهدت فرنسا موجات هجرة يهودية كبرى من بلدان البحر المتوسط وشمال أفريقيا، ويُقدر عدد اليهود في فرنسا اليوم بـ600,000.
مع بداية القرن العشرين، اعتمد أكثر من نصف الفرنسيين على الزراعة في معيشتهم، ولحدّ الحرب العالمية الثانية، بقيت فرنسا بغالبها دولة زراعية (عملت نسبة تقارب الـ25% تقريبًا في الزراعة في العام 1950)، ولكن شهدت سنوات ما بعد الحرب حركة انتقال غير مسبوقة نحو المدن: يُقدر عدد الفرنسيين الذين ما زالوا يعملون في المزارع بـ4%، في حين يسكن 73% من الفرنسيين في المدن الكبرى. إلى حد بعيد فإن أكبر هذه التجمعات هو في باريس، إذ يبلغ عدد ساكنيها 2.1 مليونًا (11 مليونًا في منطقة باريس الكبرى)، تتبعها مُدن ليل، وليون، ومارسيليا (ما يزيد عن 1.2 مليون في كل منها). لا تحدث أكبر نسبة من التمدّن هذه في قلب المدينة التقليدية، إنما في الضواحي التي تحيط بالمدن (تُدعى مشاريع الإسكان المكوّنة من الإسمنت والصلب في تلك المناطق «مدنًا»). على إثر الهجرات من البلدان الفقيرة، أضحت تلك «المدن» بؤر التوترات العرقية والطبقية منذ ستينيات القرن العشرين.

## الهوية الفرنسية
جاءت الاضطرابات في المشهد الفرنسي المعاصر نتيجةً لفقدان الثقافة الإقليمية والتقليدية (اللغة واللهجة، والعادات المحلية في اللباس والطعام)، وفقر العديد من المناطق الريفية، وتنامي الأبنية الحضرية المعاصرة (مشاريع الإسكان، والسوبرماركت)، وقد نشأ التوتر بين المحافظين والتقدميين. يُضاف إلى فقدان النزعة الإقليمية الدور الذي اضطلعت به العاصمة الفرنسية ومركزية الدولة الفرنسية.
نشأت حركات الاستقلال في مناطق بروتاني، وكورسيكا، وإقليم الباسك الفرنسي، في حين شجّع نظام فيشي (سيرًا على خطى البروباغاندا النازية العنصرية) التقاليد «الشعبية» المحلية والكاثوليكية والتي اعتبرها الأساس الأمتن للأمة الفرنسية.
شهدت سنوات ما بعد الحرب سيطرة الدولة على عدد من الصناعات الفرنسية. ولكن المناخ السياسي المعاصر كان يميل إلى زيادة نسبة السلطة المحلية (اللامركزية) وينادي بدور حكومي أقل في السيطرة على المشاريع الخاصة (الخصخصة).

## خلفية تاريخية

### الحرب العالمية الأولى (1914 – 1918)
رحّب العديد من المثقفين الفرنسيين بالحرب انتقامًا من الهزيمة المذلة وخسارة أراضيهم أمام الألمان بعد الحرب الفرنسية البروسية في العام 1870. بعد اغتيال القيادي الاشتراكي السلمي جان جاوريه في بداية الحرب، تخلّت الحركة الاشتراكية الفرنسية عن موقفها المناهض للحرب وانخرطت بشكل فاعل في المجهود الحربي الوطني.